# Мунари, Сандро
Сандро Мунари (Sandro Munari) (27 марта 1940) — итальянский автогонщик. Чемпион Италии по ралли 1967 и 1969 годов. Чемпион Европы по ралли 1973 года.  Обладатель первого кубка ФИА для раллийных пилотов 1977 года, прообраза будущего чемпионата мира по ралли в личном зачёте. Выступал в составе Lancia в Международном чемпионате по ралли для производителей 1972 года, когда команда стала победителем в зачёте марок. Четырёхкратный победитель престижного Ралли Монте-Карло (1972, 1975, 1976, 1977), по этому показателю он делит третье место с Вальтером Рёрлем и Томми Мякиненом, и уступает только Себастьену Ожье (9 побед) и Себастьену Лёбу (8).

## Карьера
Сандро Мунари дебютировал в ралли в 1965 году и выиграл чемпионат Италии по ралли 1967 и 1969 годов. В 1973 Мунари стал чемпионом Европы по ралли. После чего перешёл в команду Lancia выступающую в чемпионате мира по ралли. За рулем Lancia Stratos HF Сандро выиграл восемь гонок, и в 1977 году получил первый в истории кубок ФИА для раллийных пилотов. Закончил карьеру в мировом первенстве в 1984 году. Хотя позже неоднократно выходил на старт исторических и любительских ралли вплоть до 2015 года.

## Победы в раллийных чемпионатах

### Чемпионат мира по ралли
Мунари побеждал в 5 разных ралли.
| # | Этап                  | Сезон | Штурман       | Авто              |
| - | --------------------- | ----- | ------------- | ----------------- |
| 1 | Ралли Сан-Ремо        | 1974  | Марио Мануччи | Lancia Stratos HF |
| 2 | Ралли Канады          | 1974  | Марио Мануччи | Lancia Stratos HF |
| 3 | Ралли Монте-Карло     | 1975  | Марио Мануччи | Lancia Stratos HF |
| 4 | Ралли Монте-Карло (2) | 1976  | Сильвио Майга | Lancia Stratos HF |
| 5 | Ралли Португалии      | 1976  | Сильвио Майга | Lancia Stratos HF |
| 6 | Ралли Корсики         | 1976  | Сильвио Майга | Lancia Stratos HF |
| 7 | Ралли Монте-Карло (3) | 1977  | Сильвио Майга | Lancia Stratos HF |

### Чемпионат Европы по ралли
| #  | Этап                  | Сезон | Штурман       | Авто              |
| -- | --------------------- | ----- | ------------- | ----------------- |
| 1  | Ралли Вальдфиртель    | 1971  | Марио Мануччи | Lancia Fulvia     |
| 2  | Ралли Сан-Мартино     | 1971  | Марио Мануччи | Lancia Fulvia     |
| 3  | Ралли 1000 минут      | 1971  | Марио Мануччи | Lancia Fulvia     |
| 4  | Ралли Сан-Мартино (2) | 1972  | Марио Мануччи | Lancia Fulvia     |
| 5  | Ралли Коста-Брава     | 1973  | Марио Мануччи | Lancia Fulvia     |
| 6  | Ралли Файерстоун      | 1973  | Марио Мануччи | Lancia Stratos HF |
| 7  | Ралли Сан-Мартино (3) | 1973  | Марио Мануччи | Lancia Fulvia     |
| 8  | Ралли Франции         | 1973  | Марио Мануччи | Lancia Stratos HF |
| 9  | Ралли 4 регионов      | 1975  | Марио Мануччи | Lancia Stratos HF |
| 10 | Ралли Сан-Мартино (4) | 1977  | Пьеро Содано  | Lancia Stratos HF |

### Международный чемпионат по ралли для производителей
| № | Этап              | Сезон | Штурман       | Автомобиль    |
| - | ----------------- | ----- | ------------- | ------------- |
| 1 | Ралли Монте-Карло | 1972  | Марио Мануччи | Lancia Fulvia |

## Результаты

### Чемпионат мира
В 1973 году Мунари выступил на Ралли Монте-Карло (сход). С 1981 по 1984 четыре раза принял участие в Ралли Сафари и ни разу не добрался до финиша.
| Год  | Команда         | Автомобиль        | 1        | 2     | 3     | 4        | 5        | 6        | 7     | 8        | 9        | 10       | 11       | Место | Очки |
| ---- | --------------- | ----------------- | -------- | ----- | ----- | -------- | -------- | -------- | ----- | -------- | -------- | -------- | -------- | ----- | ---- |
| 1974 | Lancia Marlboro | Разные            |          | КЕН 3 |       | ИТА 1    | КАН 1    | США Сход | ВЕЛ 3 | ФРА Сход |          |          |          | -     | -    |
| 1975 | Lancia Alitalia | Lancia Stratos HF | МОН 1    |       | КЕН 2 |          |          |          |       | ИТА Сход | ФРА Сход | ВЕЛ Сход |          | -     | -    |
| 1976 | Lancia Alitalia | Lancia Stratos HF | МОН 1    |       | ПОР 1 | КЕН Сход |          | МАР 3    |       | ИТА 2    | ФРА 1    | ВЕЛ 4    |          | -     | -    |
| 1977 | Lancia Alitalia | Lancia Stratos HF | МОН 1    |       |       | КЕН 3    |          |          |       |          | ИТА Сход | ФРА Сход | ВЕЛ 25   | -     | -    |
| 1978 | Разные          | Разные            | МОН Сход |       |       | ПОР Сход | ГРЕ Сход |          |       | ИТА Сход |          | ФРА 3    | ВЕЛ Сход | -     | -    |
| 1979 | Alitalia Fiat   | Fiat 131 Abarth   |          |       |       | КЕН 10   |          |          |       |          |          |          |          | 73    | 1    |
| 1980 | Sandro Munari   | Fiat 131 Abarth   |          |       |       |          |          |          |       |          |          |          | КОТ 6    | 36    | 6    |

### Кубок FIA для ралли-пилотов
| Год  | Автомобиль        | 1     | 2   | 3   | 4   | 5     | 6   | 7   | 8        | 9     | 10  | 11  | 12    | 13  | 14  | 15       | 16  | 17       | 18       | 19     | 20  | Место | Очки |
| ---- | ----------------- | ----- | --- | --- | --- | ----- | --- | --- | -------- | ----- | --- | --- | ----- | --- | --- | -------- | --- | -------- | -------- | ------ | --- | ----- | ---- |
| 1977 | Lancia Stratos HF | МОН 1 | АРК | ШВЕ | ПОР | КЕН 3 | НЗЛ | ГРЕ | ИТА Сход | ЮАР 1 | ПОЛ | ФИН | САН 1 | КАН | ТДФ | С-Р Сход | АВС | ИСП Сход | ФРА Сход | ВЕЛ 25 | КОТ | 1     | 31   |